# Tunak Tunak Tun
Tunak Tunak Tun és una cançó de bhangra creada i interpretada per Daler Mehndi. La llengua de la cançó és el panjabi. El 1998 va ser publicada. Com els crítics deien que l'èxit de la música de Daler Mehndi provenia de mostrar dones boniques als vídeos musicals, va fer un vídeo musical eixint solament ell ballant un ball inventat per ell, cosa que el va fer molt popular, convertint-se en un mem d'Internet.
El 2016 arribà a la posició 28 de la llista Ultratop.